# 綠島地熱示範發電廠
綠島地熱示範發電廠為興建中的地熱發電廠，位於臺東縣綠島鄉，為台灣電力公司所推動為期四年的「綠島地熱發電機組試驗性計畫」，是台電公司自宜蘭縣清水地熱發電廠於1993年結束運轉後，再度投入地熱發電之試驗計畫。
該發電廠共分為兩期程進行，第一期為鑽探試驗地熱井，並裝設200kW之有機朗肯循環發電機組進行長期試運轉，待效能確認後，將再進行第二期程之興建2,000kW商轉地熱發電廠。
2022年4月因鑽探兩口地熱試驗井溫度均無法達到理想發電溫度，該計畫已停擺擱置中。

## 沿革

### 規劃
臺東縣綠島鄉長期依賴島上唯一的綠島發電廠進行供電，由於綠島發電廠所裝設之發電機組皆須以柴油做為燃料，因此發電成本始終居高不下，每度電成本高達新臺幣13.5元。而綠島本身位處於太平洋板塊之火環帶，具有極佳之地熱潛能，因此台灣電力公司逐於2015年開始推動「綠島地熱發電機組試驗性計畫」。
在經濟部能源局支持下，與財團法人工業技術研究院合作，利用工研院開發，已有並宜蘭縣清水地熱發電廠實際運轉成績之「有機朗肯雙循環地熱發電機組」，裝設在綠島地熱示範發電廠。2015年1月6日台電公司與工研院完成「綠島地熱發電機組試驗性計畫」的合作案簽署意向書，台電評估，綠島東南方朝日溫泉一帶的地熱發電潛能約有2,200kW，如地熱潛能全數開發，預計將可供應綠島地區尖峰用電高達百分之五十，因此極具開發效益。
第一期預計裝置容量目標為200kW，由台電公司負責試驗井的鑽鑿工作，待實際確認綠島地熱的開發潛能後，由工研院接手協助設置試驗地熱發電機組與運轉測試。
2017年5月16日台電公司再生能源處前往綠島鄉公所舉辦「綠島地熱發電機組試驗性計畫地方說明會」，由台電再生能源處處長陳一成主持說明會，向開發區域之周圍居民解釋該地熱開發案之規模與環境保護維護措施等。並表示，如第一期試驗地熱發電計畫完工，每年發電量約可達到1,050萬度，可供應綠島鄉約300戶的全年家庭用電，並可減少560公噸的二氧化碳排放量。
綠島鄉鄉長鄭文仁於說明會中也表示，綠島鄉長期仰賴柴油火力發電，但既有之綠島發電廠發電機組已顯老舊，因此擔心如逢旅遊旺季電力無法供應全島所需，加上公館村溫泉部落的電線尚未地下化，一遇颱風亦有停電之危險。

### 工程
2017年11月台電公司啟動「綠島地熱發電機組試驗性計畫」的試驗井鑽探工程招標作業，然而招標作業卻連續三次發生流標，無營造業者有意願投標的狀況，雖然同屬國營企業的臺灣中油公司曾向台電公司提出開發意願並投標，但臺灣中油公司提出的工程經費高達新台幣1.9億元，為台電公司原預估預算的2.5倍。對此多家關注該開發案的廠商均表示，台電公司開出的規劃中鑽鑿井深度達1,000公尺，並且需使用不鏽鋼管料，還有離島運輸風險及原物料上漲等因素，於是台電公司最終再增加2,000萬元，整體工程預算共為新台幣9,200萬元後重新對外招標。
2017年12月28日「綠島地熱發電機組試驗性計畫」完成招標開始進行試驗井鑽探工程，預計於2019年底前完成1部裝置容量200kW的地熱發電試驗機組。
2022年4月台電對外表示，因綠島地熱示範計畫的兩口地熱井鑽探溫度均未達到理想發電溫度，且經評估，若再往地下鑽探到地底1.6公里處投資成本過高，效益極低，故目前該計畫已暫時擱置，但重新評估後才會繼續施工。

## 設備

### 發電機組
| 發電機型號       | 地熱發電類型   | 機組數量 | 裝置容量（kW） | 商轉日期 | 狀態   |
| ---------------- | -------------- | -------- | -------------- | -------- | ------ |
| 中華民國工研院製 | 有機朗肯雙循環 | 1        | 200kW          |          | 已擱置 |

| 發電機型號       | 地熱發電類型   | 機組數量 | 裝置容量（kW） | 商轉日期 | 狀態   |
| ---------------- | -------------- | -------- | -------------- | -------- | ------ |
| 中華民國工研院製 | 有機朗肯雙循環 |          | 2,000kW        |          | 已擱置 |

## 資料來源
1. ↑  . 台電月刊. 2014-02  [2017-12-30] （中文（臺灣））.[永久]
2. 1 2 3 4  王秀亭. . 自由時報. 2017-05-16  [2017-12-30]. （原始内容存档于2019-06-29） （中文（臺灣））.
3. 1 2 3  林菁樺. . 自由時報. 2017-11-15  [2017-12-30]. （原始内容存档于2019-06-21） （中文（臺灣））.
4. 1 2 3  . 台灣電力公司. 2016-06-28  [2017-12-30]. （原始内容存档于2017-09-12） （中文（臺灣））.
5. 1 2  . 台灣電力公司. 2017-12-29  [2017-12-30]. （原始内容存档于2018-01-01） （中文（臺灣））.
6. 1 2  王玉樹. . 中時電子報. 2022-04-10  [2022-04-14]. （原始内容存档于2022-05-04） （中文（臺灣））.
7. 1 2 3 4  張心紜. . 經濟部能源局. 2015-03  [2017-12-30] （中文（臺灣））.[]
8. ↑  . 台灣電力公司. 2015-07-14  [2017-12-30] （中文（臺灣））.
9. 1 2  . 臺東縣政府. 2016-05-16  [2017-12-30] （中文（臺灣））.[]
10. 1 2 3 4  林菁樺. . 自由時報. 2017-12-29  [2017-12-30]. （原始内容存档于2019-06-29） （中文（臺灣））.